# Герб Середнього
Герб Сере́днього — офіційний символ селища Середнє Ужгородського району Закарпатської області, затверджений рішенням сесії селищної ради.

## Опис
Щит напіврозтятий і перетятий червоним, лазуровим і золотим. У першій частині срібна бочка, що супроводжується зверху зеленою виноградною лозою із зеленим листям та золотим гроном. У другій частині на зеленій землі виникають срібні муровані чорними міські ворота з наскрізним прорізом, увінчані щитком: у срібному полі червоний перев'яз зліва, обтяжений трьома золотими листками. Щиток увінчаний чорним вороном. У третій частині щиток: у лазуровому щиті на зеленій землі срібний агнець, що обернувся, тримає золотий хрест із червоною корогвою, обтяженою срібним хрестом.

## Герб угорського періоду
Затверджений 1860 року.

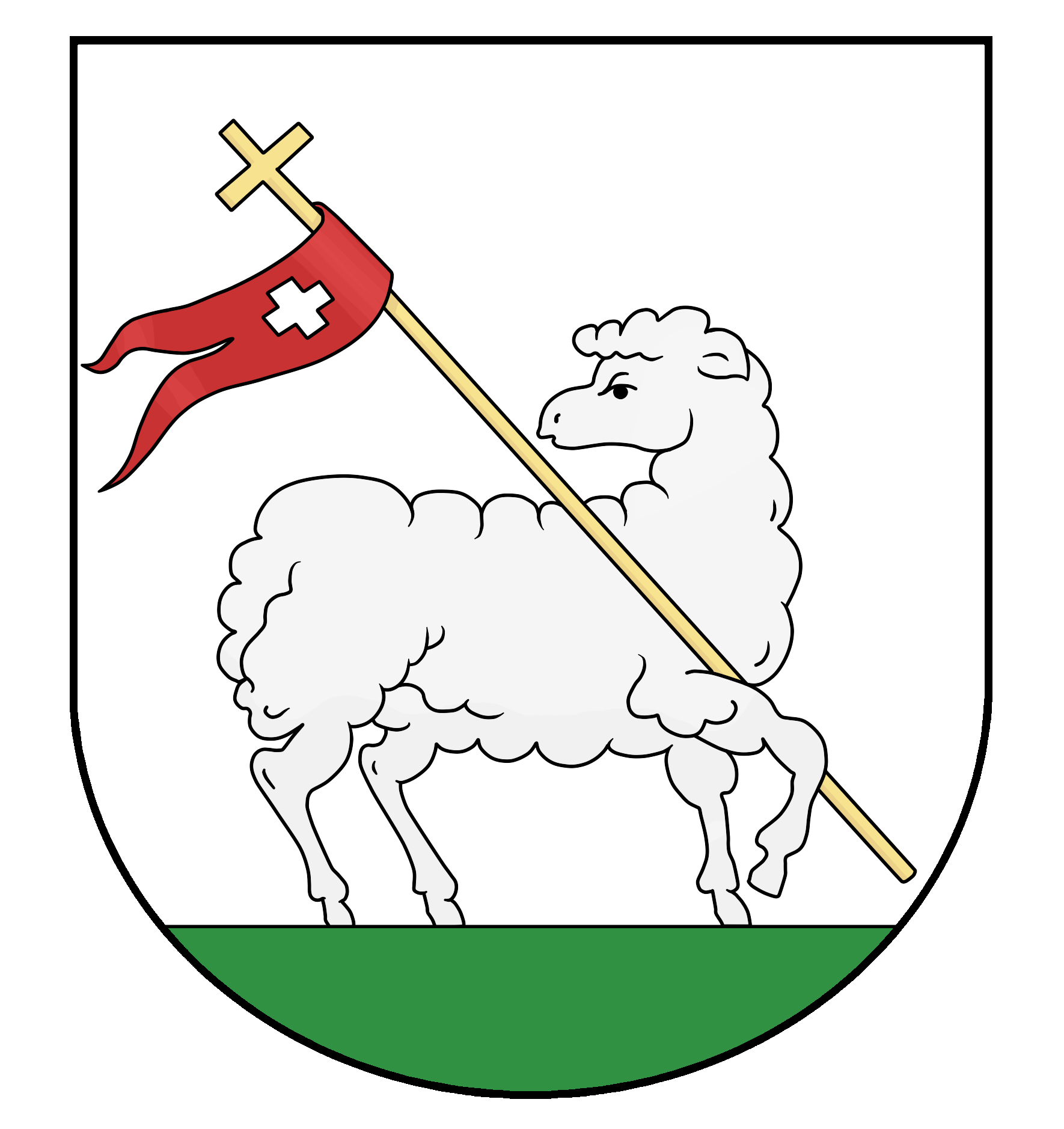
Герб 1860 року

У срібному щиті із зеленою базою срібне ягня, що несе золотий хрест із червоним прапорцем на кінці, обтяженим срібним грецьким хрестом.